# Id Software
id Software (/ɪd/; vegeu la secció del nom de l'empresa, de vegades erròniament capitalitzat com a ID Software) és una empresa americana desenvolupadora en el camp dels videojocs amb seu a Richardson, Texas, anteriorment a Mesquite, Texas, EUA (fundació). L'empresa va ser fundada l'1 de febrer de 1991 per quatre membres de l'empresa d'informàtica Softdisk: els programadors John Carmack i John Romero, el dissenyador de videojocs Tom Hall, i l'artista Adrian Carmack (sense relació amb John Carmack). El gerent de negocis Jay Wilbur també va estar hi va participar
id va fer importants avenços en tecnologies de videojocs per al PC (sota MS-DOS i Windows), inclosa la tasca realitzada per les franquícies de Wolfenstein, Doom, i Quake. El treball d'id va ser particularment important en tecnologia de gràfics 3D per ordinador i motors de videojocs que són molt utilitzats en tota la indústria dels videojocs.
L'empresa va ser també molt involucrat en la creació del gènere de l'acció en primera persona (FPS per les sigles en anglès). Wolfenstein 3D sovint es considera com el primer veritable FPS, Doom és un joc que va popularitzar el gènere i els videojocs de PC en general, i Quake és el primer FPS en tenir mode multijugador en línia, que és una característica generalitzada utilitzat en els videojocs d'actualitat del mateix gènere, així com la seva primer videojoc acció en primera persona realment en 3D.
El 24 de juny de 2009, ZeniMax Media va adquirir l'empresa.

## Història
Els creadors de id Software es van conèixer a les oficines de Softdisk desenvolupant diversos jocs per la publicació mensual de Softdisk. Aquests incloïen Dangerous Dave i altres títols. El setembre del 1990, John Carmack va desenvolupar una manera eficient de realitzar ràpids gràfics de desplaçament lateral per a PC. En fer aquest avanç, Carmack i Hall es van quedar despert fins a altes hores de la nit fent una rèplica del primer nivell del popular joc de NES de 1988 Super Mario Bros. 3, inserint els gràfics del personatge de Dangerous Dave fet per en Romero en lloc d'en Mario. Quan Romero va veure el demo, amb el títol de "Dangerous Dave in Copyright Infringement", es va adonar que l'avanç de Carmack podria tenir potencial. L'equip que formaria més tard id Software immediatament va començar la pluriocupació, anant tan lluny com per "manllevar" ordinadors de la companyia que no estaven sent utilitzats durant els caps de setmana i per les nits, mentre dissenyaven el seu propi remake de Super Mario Bros. 3.
Malgrat el seu treball, Nintendo els va rebutjar, declarant que no tenien cap interès en l'expansió en el mercat de PC, i que els jocs de Mario es mantinguessin exclusius per a les consoles de Nintendo. Al voltant d'aquest temps, Scott Miller d'Apogee Software va conèixer el grup i el seu talent excepcional, després d'haver jugat a un dels jocs Softdisk de John Romero, Dangerous Dave, i va contactar amb Romero sota l'aparença de múltiples cartes de fans que Romero es va adonar que originaven de la mateixa direcció. Quan es va enfrontar a Miller, Miller va explicar que l'engany era necessari, ja que les empreses en aquest moment eren molt protectores del seu talent i que era l'única manera que pogués arribar a Romero per iniciar el contacte amb ell. Miller van suggerir que desenvoluparia jocs shareware que distribuiria. Com a resultat, l'equip de id Software va començar el desenvolupament de Commander Keen, un joc de desplaçament lateral a l'estil de Mario per al PC, un cop més, "demanant" ordinadors de la companyia per treballar-hi a les hores lliures a la casa del llac en el qual vivien a Shreveport, Louisiana. El 14 de desembre de 1990, el primer episodi va ser llançat com shareware per l'empresa de Miller, Apogee, i les comandes van començar. Poc després d'això, Softdisk va saber de l'equip i es va suggerir que formessin una nova companyia junts, però el personal administratiu a Softdisk va amenaçar amb renunciar si s'efectuava. L'1 de febrer de 1991, id Software va ser creat.
El mètode de distribució shareware va ser emprat inicialment per id Software a través d'Apogee Software per vendre els seus productes, com ara els jocs Commander Keen, Wolfenstein i Doom. Alliberarien la primera part de la seva trilogia com shareware, i després vendre les altres dues entregues per catàleg. Només després (sobre el moment de l'alliberament de Doom II) id Software va alliberar els seus jocs a través de caixes retractilades més tradicionals a les botigues (a través d'altres distribuïdores de videojocs).
id Software es va traslladar de l'oficina petita de Mesquite a una ubicació nova construcció a Richardson, Texas.
El 24 de juny de 2009, es va anunciar que id Software va ser adquirida per ZeniMax Media (propietari de Bethesda Softworks). L'acord podria finalment afectar la publicació d'ofertes de id Software tenia abans de l'adquisició, com és el cas de Rage, que estava sent publicat a través d'Electronic Arts.
El 26 de juny de 2013, el president de id Software Todd Hollenshead ho va deixar després de 17 anys de servei.
El 22 de novembre de 2013, es va anunciar que el cofundador i Director Tècnic de id, John Carmack havia renunciat per complet de l'empresa per treballar a temps complet a Oculus VR al qual participava com a Director de tecnologia l'agost de 2013. Va ser l'últim dels fundadors originals que va deixar la companyia.

### Nom de l'empresa
La companyia escriu el seu nom amb minúscules, id, que es pronuncia com en "did" o "kid" (de l'anglès), i en el llibre, Masters of Doom, es diu que el grup es va identificar com "ideas from the Deep" (idees de les profunditats) en els primers dies de Softdisk, però al final el nom 'id' ve de la frase, "in demand" (en demanda). És presentat per l'empresa com una referència al id, un concepte psicològic introduït per Sigmund Freud. L'evidència de la referència es pot trobar a Wolfenstein 3D amb la declaració "that's id, as in the id, ego, and superego in the psyche" (aquest sóc jo, com en l'allò, el jo i el superjò en la psique) que apareix en la documentació del joc. Abans d'una actualització de la pàgina web, la pàgina sobre la història de id va fer una referència directa a Freud.

### Treballadors clau
- Kevin Cloud - Productor executiu (1992 – actualitat)
- Tim Willits - Director d'estudi (1995 – actualitat)
- Marty Stratton - Productor executiu[10] (1997 – actualitat)
- Robert Duffy - Director de tecnologia[10] (1998 – actualitat)

### Antics treballadors importants
Disposats en ordre cronològic:
- Tom Hall - Cofundador, dissenyador de videojocs, dissenyador de nivells, escriptor/guionista, director creatiu (1991 - 1993) Després d'una disputa amb John Carmack sobre els dissenys de Doom, Hall es va veure obligat a renunciar de id Software l'agost de 1993. Es va unir a 3D Realms poc després.
- Bobby Prince - Compositor musical (1991 - 1994) Un músic independent que va passar a dedicar-se a altres projectes després de Doom II.
- Dave Taylor - Programador (1993 - 1994) Taylor va marxar de id Software i va cofundar Crack dot Com.
- John Romero - Cofundador, dissenyador de videojocs, programador (1991 - 1996) Romero va ser acomiadat de id Software el 6 d'agost de 1996 després de l'alliberament de Quake per no treballar-hi. Va establir Ion Storm amb Hall el 15 de novembre de 1996.
- Shawn Green - Suport de programari (1991 - 1996) Va marxar de id Software per unir-se amb Romero a Ion Storm.
- Mike Wilson - PR/Màrqueting (1994 - 1997) Va marxar de id Software per convertir-se en CEO de Ion Storm amb Romero. Va marxar un any més tard per fundar Gathering of Developers i més tard Devolver Digital.
- Michael Abrash - Programador (1995 - 1996) Va tornar amb Microsoft després de l'alliberament de Quake.
- Jay Wilbur - Mànager de negocis (1991 - 1997) Va marxar de id Software després de la partida de Romero i es va unir a Epic Games el 1997.
- Sandy Petersen - Dissenyador de nivells (1993 - 1997) Va marxar de id Software per Ensemble Studios el 1997.
- American McGee - Dissenyador de nivells (1993 - 1998) American va ser acomiadat després de l'alliberament de Quake II. Es va unir a Electronic Arts i va crear el clàssic de culte American McGee's Alice.
- Adrian Carmack - Cofundador, Artista (1991 - 2005) Adrian va marxar de id Software després de l'alliberament de Doom 3 per prosseguir la seva carrera en les arts. Més tard es va revelar que va ser acomiadat a causa de qüestions legals i de propietat. La demanda va ser finalment retirada després de l'adquisició de Zenimax Media.
- Todd Hollenshead - President (1996 - 2013) Va marxar de id Software en bons termes per "perseguir altres interessos personals".
- John Carmack - Cofundador, director tècnic (1991 - 2013) Àmpliament conegut en la indústria per a la creació de motors de joc que van potenciar id Software i altres títols de tercers. Es va unir a Oculus VR el 7 d'agost de 2013 com un projecte paral·lel però va ser incapaç de manejar dues companyies al mateix temps, Carmack va renunciar a id Software el 22 de novembre de 2013 per ser a temps complet amb Oculus, convertint-se en l'últim membre fundador en deixar la companyia.

## Desenvolupament de videojocs

### Tecnologia

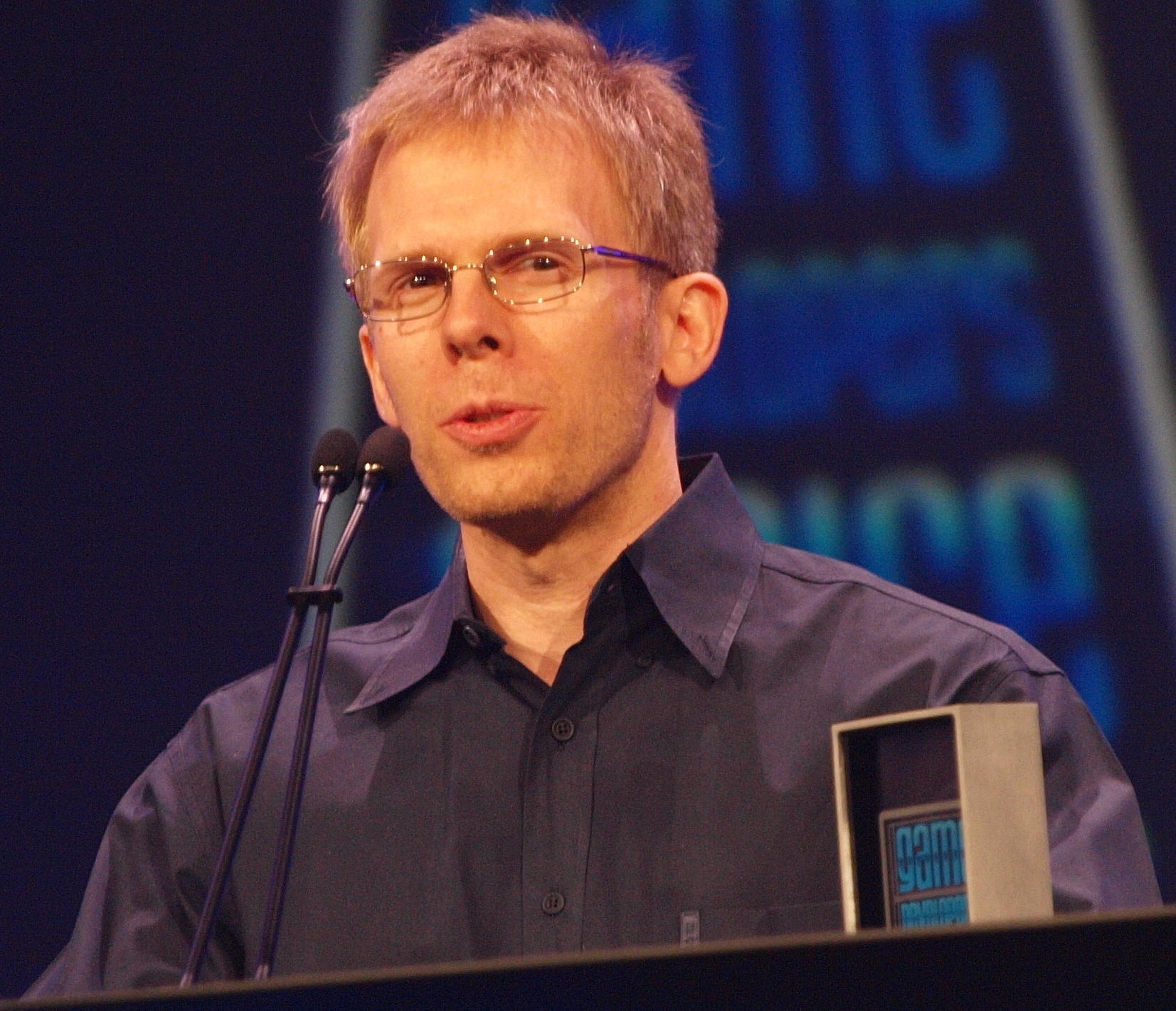
El cofundador John Carmack al GDC de 2010

A partir de la primera sèrie de jocs shareware, Commander Keen, id Software ha llicenciat el codi font base per al joc, o el que és més comunament conegut com el motor. Amb la idea de John Romero, id Software va dur a terme una sessió de cap de setmana titulat "The id Summer Seminar" l'estiu de 1991 amb els possibles compradors que inclou Scott Miller, George Broussard, Ken Rogoway, Jim Norwood i Todd Replogle. Una de les nits, id Software va realitzar un joc no previst conegut com a "Wac-Man" per demostrar no només la destresa tècnica del motor Keen, sinó també com funciona internament.
id Software ha desenvolupat el seu propi motor del joc per a cada un dels seus títols quan es trasllada a la següent fita tecnològica, incloent Commander Keen, Wolfenstein 3D, ShadowCaster, Doom, Quake, Quake II, i Quake III, així com la tecnologia utilitzada en el desenvolupament de Doom 3. Després de ser usat primer pels videojocs de id Software, els motors estan autoritzats a altres desenvolupadors. D'acord amb Eurogamer.net, "id Software ha estat sinònim de motors de jocs de PC, ja que va popularitzar el concepte del primer motor de joc dedicat". Durant mitjans i finals de la dècada de 1990, "la posada en marxa de cada ronda successiva de la tecnologia havia estat prevista per ocupar una posició com a cap de cartell", amb el motor Quake III sent el més àmpliament adoptat entre els seus motors. No obstant, l'id Tech 4 té un nombre molt menor que el llicenciataris de l'Unreal Engine per part d'Epic Games, a causa del llarg temps de desenvolupament de Doom 3 que va fer id l'alliberés abans d'autoritzar els motor als altres.
En conjunció amb la seva afinitat pròpia per compartir el codi font, John Carmack ha alliberat el codi de la majoria dels motors de id Software sota la GNU General Public License. Històricament, el codi font de cada motor va ser alliberat un cop el codi base tenia cinc anys d'antiguitat. En conseqüència, molts projectes propis van sorgir portant el codi per a diferents plataformes, propiciant la neteja del codi font, o proporcionant importants modificacions en el motor central. Les versions del motor a Wolfenstein 3D, DOOM i Quake són ubics a gairebé totes les plataformes capaços d'executar jocs, com PCs portàtils, iPods, la PSP, la Nintendo DS, entre d'altres. Entre les modificacions importants inclouen DarkPlaces que afegeix volum a les ombres del motor de Quake original juntament amb un protocol de xarxa més eficient. Un altre d'aquests projectes és ioquake3, que manté l'objectiu de netejar el codi font, l'addició de característiques i correcció d'errors. Fins i tot abans del codi de id Software, és a dir, per Hovertank 3D i Catacomb 3D, va ser llançat al juny de 2014 per Flat Rock Software.
El llançament en GPL del codi font del motor Quake III va ser traslladat des de finals de 2004 a l'agost de 2005, ja que el motor seguia sota llicència als clients comercials que d'una altra manera estarien preocupats per la pèrdua sobtada del valor de la seva inversió recent.
El 4 d'agost de 2011, John Carmack va revelar durant el QuakeCon de 2011 que alliberarien el codi font del motor Doom 3 (id Tech 4) durant l'any.
id Software van declarar públicament que no donarien suport a la consola Wii (possiblement a causa de les limitacions tècniques), tot i que ja van indicar que podrien alliberar títols en aquesta plataforma (encara que es limitaria als seus jocs alliberats durant la dècada de 1990).
Des que id Software va revelar el seu motor id Tech 5, anomenen els seus motors "id Tech", seguit d'un número de versió. Els motors més antics retroactivament han canviat de nom per adaptar-se a aquest esquema, amb el motor de Doom com a id Tech 1.

### Linux
id Software va ser un dels pioners en el mercat de videojocs en Linux, i els jocs de id Software a Linux han estat alguns dels més populars de la plataforma. Molts jocs de id Software van guanyar els premis Readers' and Editors' Choice de Linux Journal. Alguns títols de id Software que han sigut portats a Linux s'inclouen Doom (el primer joc de id Software ha ser versionat), Quake, Quake II, Quake III Arena, Return to Castle Wolfenstein, Wolfenstein: Enemy Territory, Doom 3, Quake 4, i Enemy Territory: Quake Wars. Des que id Software i alguns dels seus llicenciats van alliberar el codi font d'alguns dels seus jocs anteriors, diversos jocs no van ser portats (com el Wolfenstein 3D, Spear of Destiny, Heretic, Hexen, Hexen II, i Strife) poden funcionar en Linux i altres sistemes operatius nativament mitjançant l'ús de ports font. Quake Live també va ser llançat amb el suport de Linux, encara que això, juntament amb el suport d'OS X, posteriorment es va eliminar quan es va canviar a un títol independent.
La tradició de la migració a Linux es va iniciar per primera vegada per Dave D. Taylor, amb David Kirsch fent una mica de portabilitat més tard. Des del Quake III Arena, la migració a Linux ha estat manejada per Timothee Besset. La majoria de tots jocs de id Tech 4, incloent els realitzats per altres desenvolupadors, tenen un client de Linux disponibles, sent les úniques excepcions actuals Wolfenstein i Brink. De la mateixa manera, gairebé tots els jocs utilitzant el motor id tech 2 tenen versió de Linux, les úniques excepcions foren els creats per Ion Storm. Tot i els rumors de la comunitat de jugadors que Linux, id Tech 5 no va ser portat a la plataforma, Timothee Besset al seu bloc va declarar "Seré maleït si no trobem el temps per obtenir les versions de Linux". Besset va declarar que la justificació bàsica de id Software per a l'alliberament de Linux es basa en una millora de la qualitat del codi, juntament amb un interès tècnic per a la plataforma. El 26 de gener de 2012 Besset va anunciar que havia deixat id.
John Carmack ha expressat la seva posició respecte de Linux en el passat. Al desembre de 2000 Todd Hollenshead havia expressat suport per a Linux: "Tots van dir, seguirem sent un partidari principal de la plataforma Linux, perquè creiem que és un SO tècnic i és el SO triat per molts servidors." No obstant, el 25 d'abril de 2012 Carmack va revelar que "no hi ha plans per a un client natiu de Linux" del videojoc més recent de id, Rage. Al febrer de 2013, Carmack va dir que la millora de l'emulació és la "direcció tècnica adequada per als jocs de Linux", encara que això també es va deure a la negativa de Zenimax a donar suport a "binaris no oficials", donat tots els ports anteriors (excepte per a Quake III Arena, a través de Loki Software, i les versions anteriors de Quake Live) declarant-los com a no oficials. Carmack no va esmentar els jocs Quake: The Offering i Quake II: Colossus a ser migrats oficialment per id Software a Linux i publicats per Macmillan Computer Publishing USA.

## Programari

### Commander Keen
La saga Commander Keen, foren videojocs de plataformes introduint el primer motor de joc de desplaçament lateral per a MS-DOS, que va portar a id Software al corrent de masses dels videojocs. El joc va ser un èxit i va donar lloc a tot un seguit de títols. També va ser la sèrie de id Software que el dissenyador Tom Hall va participar més. La primera trilogia de Commander Keen va ser llançada el 14 de desembre de 1990.

### Wolfenstein
El producte de ruptura de la companyia va ser llançat el 5 de maig de 1992: Wolfenstein 3D, un first-person shooter (FPS) amb gràfics 3D que no tenien precedents en els jocs d'ordinador, i amb una jugabilitat violenta que molts jugadors trobaven atractiva. Després de fundar essencialment un gènere sencer amb aquest joc, id Software va crear Doom, Doom II, Quake, Quake II, Quake III Arena, Quake 4, i Doom 3. Cada un d'aquests shooters en primera persona mostren nivells progressivament més elevats de tecnologia gràfica. Wolfenstein 3D va engendrar una preqüela i una seqüela: la preqüela anomenada Spear of Destiny, i la segona, Return to Castle Wolfenstein, utilitzant el motor id Tech 3. Una tercera continuació de Wolfenstein, anomenada simplement com a Wolfenstein, va ser llançada per Raven Software, usant el motor id tech 4. La segona continuació i reinici va ser desenvolupada usant el motor id tech 5 i llançat per MachineGames.

### Doom
Vuit mesos després del llançament de Wolfenstein 3D, el 10 de desembre de 1993, id Software va llançar Doom la qual de nou establiria nous estàndards per a la qualitat i violència gràfica en els jocs d'ordinador. Doom caracteritzava el sci-fi/terror amb la qualitat gràfica que mai s'havia vist en els ordinadors personals o en les videoconsoles. Doom es va convertir en un fenomen cultural i el seu tema violent finalment llançar una nova onada de criticisme denunciant els perills de la violència en els videojocs. Doom va ser portat a nombroses plataformes, inspirat moltes imitacions, i finalment va ser seguit pel tècnicament similar Doom II: Hell on Earth. id Software va deixar la seva empremta en la història dels videojocs amb el llançament shareware de Doom, i, finalment, a visitar el tema d'aquest joc en 2004 amb l'alliberament de Doom 3. John Carmack va dir en una entrevista al QuakeCon de 2007 que hi haurà un Doom 4. Ha estat en desenvolupament des del 7 de maig de 2008. Doom, declarada com la quarta part, fou llançada per a Microsoft Windows, PlayStation 4, i Xbox One el 13 de maig de 2016. El joc és un reinici de la sèrie Doom.

### Quake
El 22 de juny de 1996, el llançament de Quake va marcar la segona fita de la història de id Software. Quake combinava un motor revolucionari completament en 3D, el motor Quake, amb un estil d'art distintiu per crear gràfics aclamats per la crítica del seu temps. L'àudio no es va descuidar tampoc, després d'haver reclutat el líder de Nine Inch Nails Trent Reznor per facilitar els efectes de so i música ambiental únics per al joc (Es va retre un petit homenatge a Nine Inch Nails en forma de logotip del grup que apareix en les caixes de munició per l'arma pistola de claus.) També va incloure el treball de Michael Abrash. A més, la innovació principal de Quake', fou la capacitat de jugar un deathmatch (joc competitiu entre els oponents jugables en lloc de contra personatges controlats per l'ordinador) a través d'Internet (especialment a través del complement QuakeWorld), va fer del títol un altre gran èxit.
En 2008, id Software va entrar en el 59è Annual Technology & Engineering Emmy Awards per al treball pioner de Quake representat jocs modificables per usuaris. id Software és l'única companyia de desenvolupament de jocs honrada dues vegades pel National Academy of Television Arts & Sciences, haver aconseguit un Premi Emmy el 2007 per la creació de la tecnologia 3D subjacent als videojoc shooter moderns.
La sèrie Quake va continuar amb Quake II al 1997. No obstant això, el joc no és una seqüela de la història original, i en el seu lloc se centra en un assalt a un planeta estranger, Stroggos, en venjança pels atacs dels Strogg a la Terra. La major part de les entrades posteriors de la franquícia Quake segueixen aquesta història. Quake III Arena (1999), el següent títol de la sèrie, té parcel·la mínima, però se centra en la "Arena Eternal", un entorn de gladiadors creat per una raça alienígena coneguda com la Vadrigar i poblada pels combatents segrestats de diversos punts en el temps i en l'espai. Entre aquests combatents hi ha alguns personatges extrets sobre la base de Doom ("Doomguy"), Quake (Ranger, Wrack), i Quake II (Bitterman, Tank Jr., Grunt, Stripe). Quake IV (2005) comença on acaba Quake II — acabant la guerra entre els humans i els Strogg. L'esqueix Enemy Territory: Quake Wars actua com una preqüela de Quake II, quan els Strogg envaeixen la Terra. Cal assenyalar que Quake IV i Enemy Territory: Quake Wars van ser fets per desenvolupadors externs i no per id.
També hi ha hagut algun joc deriat, com Quake Mobile el 2005 i Quake Live, una modificació basada en navegador d'internet de Quake III. Un joc anomenat Quake Arena DS va ser planificat i cancel·lat per Nintendo DS. John Carmack va declarar al QuakeCon de 2007, que el motor de id Tech 5 seria utilitzat per a un nou joc de Quake.

### Rage
Todd Hollenshead va anunciar al maig de 2007 que id Software havia començat a treballar en una nova sèrie que s'utilitzava un nou motor. Hollenshead també va esmentar que el títol seria desenvolupat per complet internament, marcant el primer joc des del Doom 3 de 2004 d'aquesta manera. Al WWDC de 2007, John Carmack va mostrar el nou motor anomenat id Tech 5. Més tard al mateix any, per la qual QuakeCon de 2007, el títol del nou joc es va revelar com a Rage.
El 14 de juliol de 2008, id Software va anunciar al E3 de 2008 que publicarien Rage a través d'Electronic Arts, i no el publicador històric de id, Activision. No obstant això, des de llavors Zenimax també va anunciar que publicaria Rage a través de Bethesda Softworks.
El 12 d'agost de 2010, durant el Quakecon de 2010, id Software va anunciar la data de llançament estatunidenca de Rage pel 13 de setembre de 2011, i una versió europea el 15 del mateix mes. Durant l'anunci, id també va mostrar un derivat de Rage amb l'iPhone. Aquesta demostració es va convertir més tard en Rage HD.

### Altres jocs
Durant els seus primers dies, id Software havia produït molts més jocs variats; aquests inclouen els primers experiments d'acció en primera persona en 3D de Wolfenstein 3D i Doom — Hovertank 3D i Catacomb 3D. També va haver la saga Rescue Rover, que té dos jocs — Rescue Rover i Rescue Rover 2. També hi ha la saga de John Romero Dangerous Dave, que inclou treballs notables com ara la demostració de tecnologia (In Copyright Infringement) que va permetre el motor Commander Keen, i el famós Dangerous Dave in the Haunted Mansion. In the Haunted Mansion va ser accionat pel mateix motor que l'anterior joc de id Software Shadow Knights, que va ser un dels diversos jocs escrits per id Software per complir amb la seva obligació contractual per a produir jocs per a Softdisk, on els fundadors id Software hi van treballar. id Software també va supervisar diversos jocs utilitzant la seva tecnologia que no es van fer en una de les seves IPs com ShadowCaster, (amb un id Tech 1 primerenc), Heretic, Hexen: Beyond Heretic (id Tech 1), Hexen II (motor Quake), i Orcs and Elves (motor Doom RPG).

### Videojocs desenvolupats per id Software
| Títol                                 | Any llançament | Publicador(s)            | Plataforma                                     | Notes                                           |
| ------------------------------------- | -------------- | ------------------------ | ---------------------------------------------- | ----------------------------------------------- |
| Dangerous Dave                        | 1988           | N/D                      | Apple II MS-DOS                                | [ nb 1 ]                                        |
| Commander Keen                        | 1990–1991      | Apogee Software Softdisk | MS-DOS                                         | Saga de set episodis.                           |
| Dangerous Dave in the Haunted Mansion | 1991           | Softdisk                 | MS-DOS                                         | N/D                                             |
| Rescue Rover                          | 1991           | Softdisk                 | MS-DOS                                         | N/D                                             |
| Rescue Rover 2                        | 1991           | Softdisk                 | MS-DOS                                         | N/D                                             |
| Shadow Knights                        | 1991           | Softdisk                 | MS-DOS                                         | N/D                                             |
| Hovertank 3D                          | 1991           | Softdisk                 | MS-DOS                                         | Primer joc en 3D de la història.                |
| Catacomb 3-D                          | 1991           | Softdisk                 | MS-DOS                                         | [ nb 2 ]                                        |
| Wolfenstein 3D                        | 1992           | Apogee Software          | MS-DOS                                         | N/D                                             |
| Spear of Destiny                      | 1992           | FormGen Corporation      | MS-DOS                                         | N/D                                             |
| Doom                                  | 1993           | GT Interactive           | MS-DOS                                         | N/D                                             |
| Doom II: Hell on Earth                | 1994           | GT Interactive           | MS-DOS                                         | N/D                                             |
| The Ultimate Doom                     | 1995           | GT Interactive           | MS-DOS                                         | N/D                                             |
| Master Levels for Doom II             | 1995           | GT Interactive           | MS-DOS                                         | Paquet d'expansió per a Doom II: Hell on Earth. |
| Final Doom                            | 1996           | GT Interactive           | MS-DOS                                         | N/D                                             |
| Quake                                 | 1996           | GT Interactive           | MS-DOS Linux                                   | N/D                                             |
| Quake II                              | 1997           | Activision               | Microsoft Windows Linux                        | N/D                                             |
| Quake III Arena                       | 1999           | Activision               | Microsoft Windows Linux                        | N/D                                             |
| Quake III: Team Arena                 | 2000           | Activision               | Microsoft Windows Linux                        | Paquet d'expansió per a Quake III Arena.        |
| Doom 3                                | 2004           | Activision               | Microsoft Windows Linux Mac OS X               | N/D                                             |
| Quake Live                            | 2010           | Bethesda Softworks       | Microsoft Windows                              | N/D                                             |
| Rage                                  | 2011           | Bethesda Softworks       | Microsoft Windows PlayStation 3 Xbox 360 OS X  | N/D                                             |
| Doom 3 BFG Edition                    | 2012           | Bethesda Softworks       | Microsoft Windows Linux PlayStation 3 Xbox 360 | Republicació de Doom 3.                         |
| Doom                                  | 2016           | Bethesda Softworks       | Microsoft Windows PlayStation 4 Xbox One       | N/D                                             |

### Videojocs per desenvolupadors externs
- Heretic — Raven Software (1994)
  - Heretic: Shadow of the Serpent Riders — Raven Software (1996)
- Hexen — Raven Software (1995)
  - Hexen: Deathkings of the Dark Citadel — Raven Software (1996)
- Doom 64 — Midway Games (1997)
- Hexen II — Raven Software (1997)
- Towers of Darkness: Heretic, Hexen & Beyond[nb 3] (1997)[42]
- Quake expansion packs
  - Scourge of Armagon — Ritual Entertainment (1997)
  - Dissolution of Eternity — Rogue Entertainment (1997)
  - Quake: The Offering[nb 4] (1998)[43]
- Quake II expansion packs
  - The Reckoning — Gray Matter Interactive (1998)
  - Ground Zero — Rogue Entertainment (1998)
  - Quake II: Quad Damage[nb 5] (1999)[44]
- Return to Castle Wolfenstein — Gray Matter Interactive, Nerve Software (multijugador) (2001)
- Wolfenstein: Enemy Territory — Splash Damage (2003)
- Doom 3: Resurrection of Evil — Nerve Software (2005)
- Quake 4 — Raven Software (2005)
- Doom RPG — Fountainhead Entertainment (2005)
- Orcs & Elves — Fountainhead Entertainment (2006)
- Enemy Territory: Quake Wars — Splash Damage (2007)
- Wolfenstein RPG — Electronic Arts (2008)
- Doom Resurrection — Escalation Studios (2009)
- Wolfenstein — Raven Software (2009)
- Wolfenstein: The New Order — MachineGames (2014)
- Wolfenstein: The Old Blood — MachineGames (2015)

### Eines de programació
Aquestes són algunes eines que id Software ha desenvolupat i que han tingut un impacte considerable en el món dels videojocs.
- Quake Engine: Motor amb el que es va fer el Quake. El seu codi va ser lliurat sota la GPL
- Quake II Engine: Motor amb el que es va fer el Quake II. El seu codi va ser lliurat sota la GPL
- Quake III Engine: Motor amb el que es va fer el Quake III Arena. El seu codi va ser lliurat sota la GPL
- Doom 3 Engine: Motor amb el que es va fer el Doom 3

## Altres productes
id Software també s'ha associat amb novel·les des de la publicació de les novel·les de Doom originals. Això s'ha reiniciat des 2008 (un consultor d'història de Doom 3 i llavors pel Rage) les noves novel·les de Doom 3 de Matthew J. Costello: Worlds on Fire i Maelstrom.
id Software es va involucrar en el desenvolupament de la pel·lícula, quan estaven en l'equip de producció de l'adaptació cinematogràfica de la franquícia de Doom el 2005. L'agost de 2007, Todd Hollenshead va declarar al QuakeCon de 2007 que una pel·lícula de Return to Castle Wolfenstein està en desenvolupament que reuneix a l'equip guionista/productor de Silent Hill, Roger Avary com a guionista i director, i Samuel Hadida com a productor.

## Controvèrsia
id Software va ser objecte de controvèrsia sobre dos dels seus jocs més populars, Doom i l'anterior Wolfenstein 3D:

### Doom
Doom era conegut pels seus alts nivells de violència gràfica i imatges satàniques, el que va genera rcontrovèrsia a partir d'una àmplia gamma de grups. Yahoo! Games el va incloure com un dels deu jocs més controvertits de tots els temps.
El joc va provocar de nou controvèrsia al llarg d'un període de tiroteigs a escoles als Estats Units quan es va descobrir que Eric Harris i Dylan Klebold, que van cometre la massacre de Columbine en 1999, van ser àvids jugadors del joc. Si bé planificant la matança, Harris va dir que l'assassinat seria "com jugar al Doom", i "que serà com els disturbis de LA, l'atemptat d'Oklahoma, la II Guerra Mundial, el Vietnam, Duke Nukem i Doom tots barrejats", i que l'escopeta era "sortida del joc". Una remor difós després que Harry havia dissenyat un nivell de Doom que s'assemblava a l'escola de secundària, amb representacions dels companys i professors de Harris, i que ell practicava el seu paper en el tiroteig jugant el nivell una vegada i una altra. Encara que Harris va dissenyar nivells del Doom, cap d'ells es basa en la Columbine High School.
Mentre que el Doom i altres jocs de vídeo violents han estat acusats pels tirotejos a les escoles a nivell nacional, la investigació de 2008 presentada per Greater Good Science Center mostra que els dos no estan estretament relacionats. Els investigadors de l'escola mèdica de Harvard Cheryl Olson i Lawrence Kutner van concloure que els videojocs violents no es van correlacionar amb els tirotejos a les escoles. El Servei secret estatunidenc i el Departament d'Educació va analitzar 37 incidents de violència escolar i ha tractat de desenvolupar un perfil dels tiradors de l'escola; van descobrir que els trets més comuns entre els tiradors eren homes i tenien antecedents de depressió i intents de suïcidi. Mentre que molts dels assassins—de la mateixa manera que la gran majoria dels joves adolescents—van jugar a videojocs, aquest estudi no va trobar una relació entre el joc i els tirotejos a les escoles. De fet, només una vuitena part dels tiradors va mostrar cap interès especial en els videojocs violents, molt menor que el nombre de tiradors que sembla atrets pels llibres i pel·lícules de contingut violent.

### Wolfenstein 3D
Pel Wolfenstein 3D, a causa de l'ús de símbols nazis com l'esvàstica nazi i l'himne del Partit Nazi, Horst-Wessel-Lied, com a tema musical, la versió per a PC del joc va ser retirat de la circulació a Alemanya en 1994, després d'un veredicte de la Amtsgericht München el 25 de gener de 1994. Malgrat el fet que els nazis es presenten com l'enemic a Wolfenstein, l'ús d'aquests símbols és un delicte federal a Alemanya, excepte en certes circumstàncies. De la mateixa manera, la versió d'Atari Jaguar va ser confiscat arran d'un veredicte per l' Amtsgericht Berlin Tiergarten el 7 de desembre de 1994.
A causa de les preocupacions de Nintendo of America, la versió de Super NES es va modificar perquè no inclogui cap esvàstica nazi o referències semblants; d'altra banda, la sang va ser reemplaçada per la suor perquè el joc sembli menys violent, i els gossos d'atac en el joc van ser reemplaçats per rates gegants mutants. Els empleats de id Software se citen en The Official DOOM Player Guide sobre la reacció de Wolfenstein, al·legant que és irònic que era moralment acceptable disparar a la gent i rates, però no gossos. Es van afegir dues noves armes també.

## Personal
El 2003, el llibre Masters of Doom mostrava una crònica del desenvolupament de id Software, concentrant-se en les personalitats i la interacció de John Carmack i John Romero. A continuació es presenten les principals persones involucrades amb l'èxit de id.

### John Carmack
Les habilitats de Carmack en la programació 3D són àmpliament reconegudes en la indústria del programari i des dels seus inicis, va ser el programador cap de id. El 7 d'agost de 2013 es va unir a Oculus VR, una empresa de desenvolupament de virtual reality headsets, i va marxar de id Software el 22 de novembre de 2013.

### John Romero
John Romero, qui es va veure obligat a renunciar després de l'alliberament de Quake, més tard va formar la companyia Ion Storm. Allà, es va fer famós a través del desenvolupament de Daikatana, la qual va ser rebuda negativament dels crítics i jugadors per igual després de l'alliberament.
Tan Tom Hall com John Romero tenen una reputació com a dissenyadors i idees que han ajudat a donar forma a alguns dels títols clau dels jocs de PC de la dècada de 1990.

### Tom Hall
Tom Hall va ser obligat a renunciar de id Software durant els primers dies del desenvolupament de Doom, però no abans que tingués algun impacte; per exemple, va ser el responsable de la inclusió del teletransportador en el joc. Ell va ser acomiadat abans de la versió shareware de Doom i després va anar a treballar a Apogee, desenvolupant Rise of the Triad amb "Developers of Incredible Power". Quan va acabar el treball en aquest joc, va descobrir que no era compatible amb l'equip de desenvolupament de Prey a Apogee i, per tant, va marxar per unir-se al seu company ex-id John Romero a Ion Storm. Hall ha comentat amb freqüència que si pogués obtenir els drets de Commander Keen, en desenvoluparia un nou títol immediatament.

### Sandy Petersen
Sandy Petersen era un dissenyador de nivells, 19 dels 27 nivells del Doom original com també 17 dels 32 nivells de Doom II. Com un fan de H.P. Lovecraft, la seva influència és evident en la sensació de Lovecraft dels monstres de Quake, i va crear Inferno, el tercer "episodi" del primer DOOM. Va marxar de id Software durant la producció de Quake II i la major part de la seva obra va ser rebutjada abans que el títol va ser posat en llibertat.

### American McGee
American McGee va ser un dissenyador de nivells pel Doom II, The Ultimate Doom, Quake, i Quake II. Se li va demanar a renunciar després de l'alliberament de Quake II, després es va traslladar a Electronic Arts on ell va guanyar notorietat de la indústria amb el desenvolupament del seu propi joc American McGee's Alice. Després de deixar Electronic Arts, es va convertir en un empresari i desenvolupador de jocs independent. McGee ara dirigeix la casa de desenvolupament independent Spicy Horse a Shanghai, on treballa en diversos projectes.